# Stazione di Chambéry - Challes-les-Eaux
La stazione di Chambéry - Challes-les-Eaux (in francese Gare de Chambéry - Challes-les-Eaux) è la principale stazione ferroviaria della città francese di Chambéry. Si trova lungo la ferrovia Culoz-Modane ed è capolinea della ferrovia Saint-André-le-Gaz - Chambéry.

## Storia
La stazione fu costruita dalla Società Vittorio Emanuele tra il 1854 ed il 1856, durante la realizzazione della ferrovia tra Choudy (Aix-les-Bains) e Saint-Jean-de-Maurienne, una delle prime ad essere realizzate nel Regno di Sardegna. L'inaugurazione della linea avvenne il 20 ottobre 1856, sarà messa in servizio il giorno seguente.
Con il completamento del viadotto di Culoz, la ferrovia poté finalmente congiungersi con la rete ferroviaria francese; di conseguenza da Chambéry si sarebbe potuto raggiungere via treno Lione e Ginevra.
Nel giugno 1867, ovvero sette anni dopo la cessione della Savoia alla Francia, la Vittorio Emanuele trasferì tutte le infrastrutture ferroviarie già costruite (compresa la stazione di Chambéry) e ancora da costruire allo Stato francese, che, a sua volta, le trasferì alla Compagnie des chemins de fer de Paris à Lyon et à la Méditerranée (PLM). Con l'apertura del traforo ferroviario del Frejus nel 1871 e l'attivazione della linea per Saint-André-le-Gaz nel 1884 la stazione di Chambéry crebbe d'importanza e questo richiese alcuni ingrandimenti del fabbricato viaggiatori e dei depositi.
Nel 1923, la stazione di Chambéry fu ribattezzata con la denominazione attuale, in onore della vicina località termale di Challes-les-Eaux.
Il 26 maggio la stazione fu uno dei principali obbiettivi del bombardamento americano che colpì Chambéry.
Fu rinnovata profondamente tra il 1985 ed il 1988 con l'aggiunta di una struttura in alluminio.
A partire dagli anni 2000, anche l'edificio del 1988 è diventato inadeguato a causa del traffico, in parte a causa dell'aumento del traffico giornaliero e delle vacanze invernali e in parte a causa del collegamento ferroviario transalpino tra Lione e Torino previsto nei prossimi decenni. Allo stesso tempo, è stata progettata la costruzione di un nuovo polo di interscambio multimodale.
I lavori sono iniziati nel 2014, con la demolizione degli edifici a sud, tra cui il vecchio buffet. Successivamente, nel luglio 2014 è stata costruita una nuova passerella pedonale e ciclabile sopra i binari e le banchine all'uscita sud della stazione, che è entrata in servizio nell'autunno 2015, per fornire un collegamento diretto tra la stazione e i quartieri a est di Chambéry. Lo storico fabbricato viaggiatori è stato demolito nell'inverno 2018 mentre i lavori di costruzione della nuova struttura si sono protratti fino all'autunno 2019.
Il nuovo nodo di scambio multimodale della stazione di Chambéry è stato inaugurato l'8 novembre 2019, alla presenza del nuovo presidente del consiglio di amministrazione della SNCF, Jean-Pierre Farandou e del presidente della regione Alvernia-Rodano-Alpi, Laurent Wauquiez.

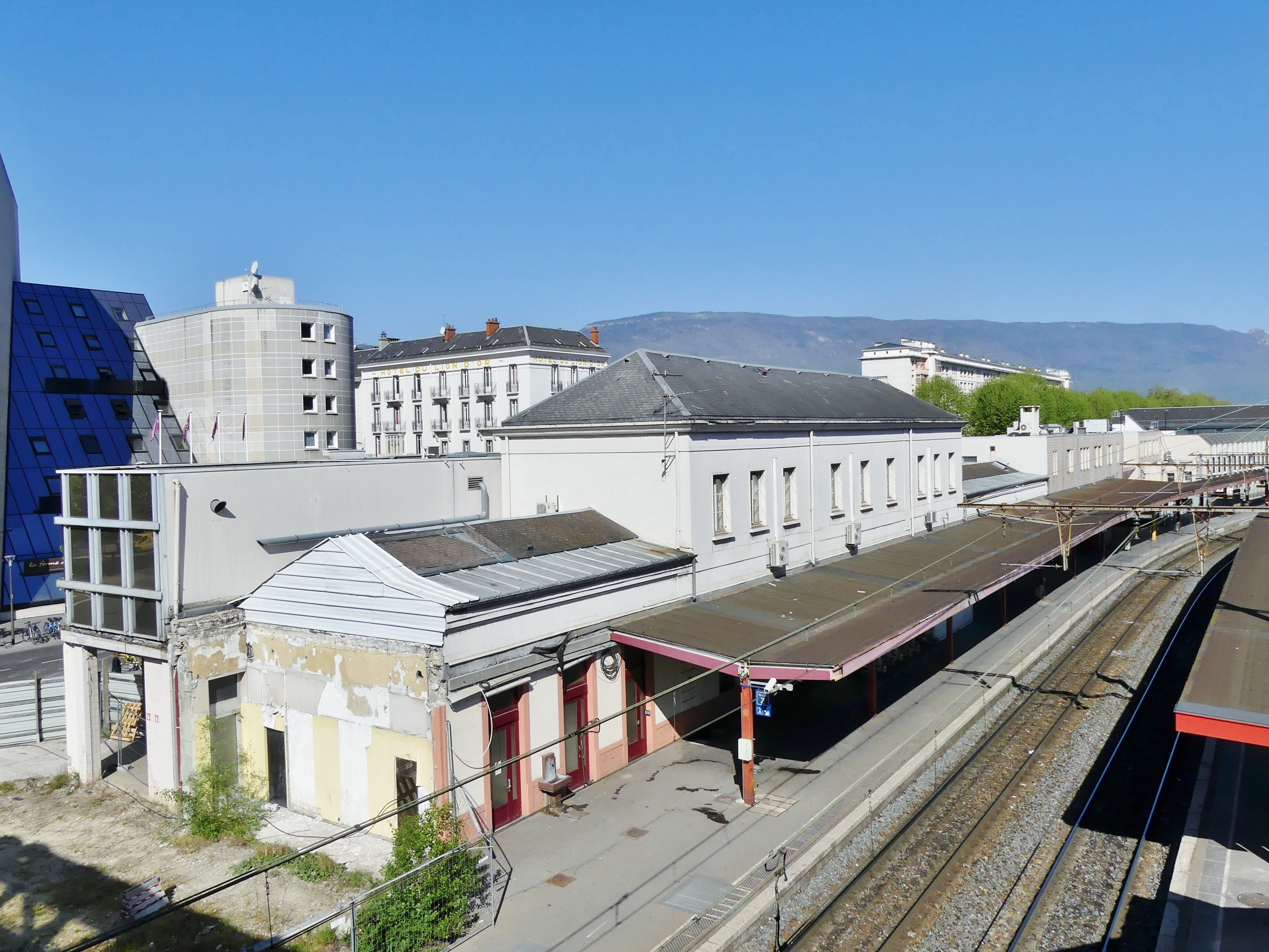
Lo storico fabbricato viaggiatori nel 2017.